# António José Botelho Mourão
António José Botelho Mourão (5 de agosto de 1688 – 20 de fevereiro de 1746) foi o 3.º morgado de Mateus, importante honra hereditária portuguesa.
Era filho de Matias Álvares Mourão, morgado da Prata, e de sua mulher D. Maria Coelho de Barros e Faria. 
Foi este morgado que iniciou a construção da actual Casa de Mateus, que concluiu em 1744. A Capela seria terminada por seu filho D. Luís António de Sousa Botelho Mourão.
A sua vida foi profundamente marcada pelos cargos militares que exerceu. A 17 de abril de 1704, foi nomeado capitão da Companhia na Província de Trás-os-Montes e serviu na guerra da grande aliança com tanta distinção ilustre que foi ali escolhido pelo Senhor D. Luís de Sousa, filho do Marquês das Minas, para casar com sua filha herdeira. A 29 de agosto de de 1708, foi nomeado tenente-coronel de Cavalaria na Província de Trás-os-Montes, vencendo o soldo respectivo e gozando de todos os privilégios e isenções que lhe cabiam. A 13 de fevereiro de 1710 foi transferido para o posto de tenente-coronel de Cavalaria da Província da Beira Baixa. A 9 de outubro de 1715 foi nomeado tenente-coronel do Regimento de Cavalaria de Chaves, posto que exerceu até ao dia anterior à sua morte.  
Casou a 8 de fevereiro de 1721, na Igreja de São Veríssimo de Amarante, com D. Joana Maria de Sousa Mascarenhas (b. 16 de abril de 1695 – f. 5 de abril de 1723), filha de D. Luís António de Sousa, governador do Castelo de Viana e de sua mulher D. Bárbara Mascarenhas, e neta do 2º Marquês das Minas. Foi através deste casamento que o morgado dos Moroleiros, bem como outros bens anexos, vínculos e privilégios, vieram à Casa de Mateus. Por esta mesma união operou-se uma efectiva ascensão nobiliárquica simbolizada pelo uso das armas dos Sousa (ramo dos Sousa do Prado) e pela aposição do Dom antes do nome próprio que será regra de uso a partir de então.

## Filhos
- D. Luís António de Sousa Botelho Mourão, 4º Morgado de Mateus, capitão-general (governador) da Capitania de São Paulo.